# Schlacht um Pakokku
Japanische Eroberung 1941/42

Bilin – Sittang – Pegu (Taukkyan) – Rangun – Yunnan-Burma-Straße (u.a. Tachiao – Oktwin – Toungoo – Yenangyaung – Lashio I)
1942/43

Burma-Kampagne 1942–1943

Arakan I – The Hump – Chindits
1944

Schlacht um Nordburma und West-Yunnan 1943–1945

Burma-Kampagne 1944

Arakan II – Ha-gō – Lashio II – Sangshak – Myitkyina – U-gō (Imphal – Kohima – Tennisplatz) – Mogaung – Song shan/Huitong-Brücke – Dan-gō
1944/45

Burma-Kampagne 1944–1945

Bhamo – Arakan III (Kangaw und Höhe 170 – Ramree) – Meiktila/Mandalay – Pakokku – Lashio III – Tanlwe Chaung – Operation Dracula – Sittang
Die Schlacht um Pakokku fand zwischen dem 4. Februar und dem 13. Mai 1945 während des Zweiten Weltkriegs in Zentral-Burma statt. Weitere Gefechte folgten danach an den Ufern des Irrawaddy.

## Vorgeschichte
Die japanische 31. Division unter dem Befehl von Generalleutnant Kotoku Sato und später Generalleutnant Kawada Tsuchitarō, war bis Ende Juli 1944 in der Schlacht um Kohima stark dezimiert worden. Dies betraf ebenso die japanische 15. und 33. Division. Insgesamt hatten die japanischen Streitkräfte der Regionalarmee Burma, deren Oberkommandierender Generalleutnant Kimura Heitarō war, bei Kohima etwa 50.000 Opfer zu beklagen. Die 1. Division der indischen Nationalarmee unter General Shah Nawaz Khan mit Subhas Chandra Bose hatten ein ähnliches Schicksal bei Imphal erlitten.
Anfang Dezember 1944 plante das Südostasienkommando von Admiral Lord Louis Mountbatten und das Kommando der britischen Streitkräfte in Indien eine Generaloffensive während des Monsuns, die auf die Verfolgung der besiegten Japaner in Kohima und den Ebenen von Imphal abzielte, sowie für eine weitere Offensive entlang der Tiddim-Straße und des Kabaw-Tals, bis sich die beiden Vorstöße bei Kalemyo vereinigten. Der Angriffsplan konzentrierte sich danach auf die Besetzung Zentralburmas bis südlich von Mandalay, um die japanischen Streitkräfte in den Shewbo-Ebenen nördlich des Irrawaddy-Flusses zu vernichten, wo Panzer eingesetzt werden konnten. 
Alliierte Streitkräfte überquerten den Chindwin mit den Speerspitzen der beiden Korps der 14. Armee, bei denen es sich um das indische IV Korps von Generalleutnant Sir Geoffry Scoones und das Indische XXXIII Korps von Generalleutnant Sir Montagu Stopford handelte (Scoones wurde später durch Generalleutnant Sir Frank Messervy abgelöst). Die beiden Korps rückten anschließend in ausgewählte Kampfgebiete vor, was die Japaner überraschte.

## Vorstoß auf Pakokku
Die 14. Armee unter dem Befehl von General William Slim stand nun am Irrawaddy, der mit seiner Breite von rund zwei Kilometern ein großes Hindernis für den weiteren Vormarsch darstellte. Zudem bewachten japanische Einheiten die tückischen und wechselnden Sandbänke nahe des gegenüberliegenden Ufers. Daher plante General Slim einen Vorstoß in das Gangaw-Tal hinunter, um einen Brückenkopf am Irrawaddy bei Pakokku zu erobern und dann mit mechanisierten Streitkräften bei Meiktila und Thazi nach Südosten anzugreifen.
Weil es nicht genügend Ausrüstung gab, um eine einzige schlagkräftige Flussüberquerung durchzuführen, plante Slim mehr als eine Überquerung des Irrawaddy, die durch Ablenkungspläne abgeschirmt wurden. In ausreichender Stärke sollte eine Überquerung nördlich von Mandalay durchgeführt werden, um die japanischen Hauptstreitkräfte anzuziehen, während der Hauptübergang weiter südlich der japanischen Konzentrationen unterhalb von Mandalay erfolgen sollte.
Der überarbeitete Plan betraf das indische IV Korps abzüglich der indischen 19. Division von Generalmajor Thomas Wynford Rees.

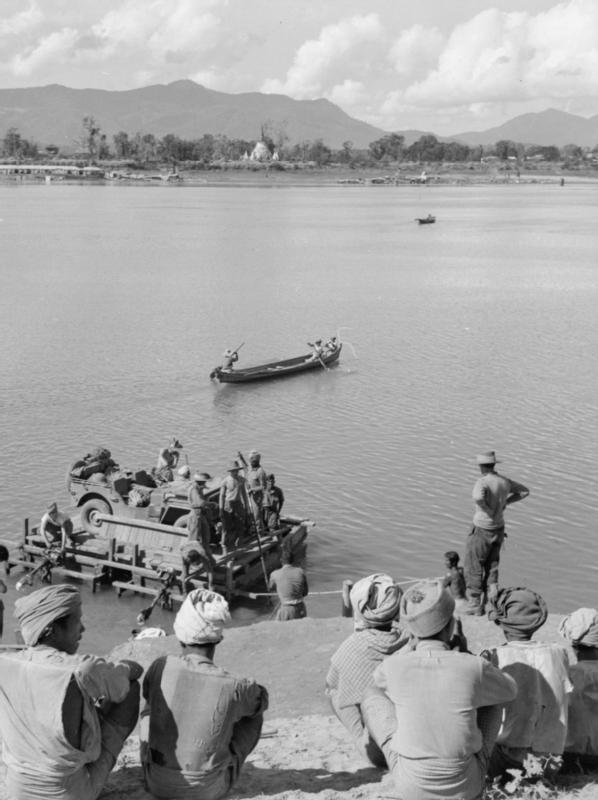
Indisch britische Truppen überqueren den Irrawaddy bei Katha mit dem Boot, Januar 1945

Die Operation der indischen 7. Division wurde von der indischen 114. Brigade unter Brigadier Herbert William Dinwiddie gestartet. Die Brigade rückte nach Tamu vor und baute innerhalb von 15 Tagen eine 290 Kilometer lange, befahrbare Straße von Tamu nach Gangaw. Am 19. Januar sollte der Vormarsch beginnen. Die Aufgaben der indischen 7. Division waren: 
1. zum Gebiet bei Pauk, einschließlich Überquerung des Yaw Chaung, bis spätestens zum 1. Februar vorzurücken und es zu erobern und
2. bis spätestens zum 15. Februar einen Brückenkopf über den Irrawaddy im Gebiet zwischen Chauk und Pakokku zu erobern, der für den Vorstoß nach Meiktila geeignet ist.[2]

## Die Kämpfe um Pakokku
Ein Bataillon der 4./5. Royal Gurkha Rifles, die Frontier Force, führte den Vormarsch an und näherte sich am 5. Februar dem Startpunkt für den Übergang in der Nähe von Pakokku. Die Japaner beschossen die Truppen von ihren Stellungen in Kahnla, einem mittelgroßen Dorf am Südufer des Irrawaddy, wo die Japaner eine starke Position hielten. Von dort deckten sie die Zufahrt zu Pakokku ab. Jede Operation in Richtung des Flusses würde zunächst die Sicherung von Kahnla und anschließend die Sicherung des Dorfes Pakokku erfordern. Deshalb umzingelten drei Kompanien der 4./5. Royal Gurkha Rifles unter Oberstleutnant J. H. Turner das Dorf Kahnla. Während sich eine Kompanie im Dorf Kahnla für den Angriff aus dem Westen formierte, rückte eine weitere nach links vor und griff von Nordosten an. Ab 17:30 Uhr konnten sich die Gurkhas durchkämpfen und überrannten die Hälfte der japanischen Stellung, darunter einen mit mittleren Maschinengewehren ausgestatteten, starken Bunker. Mindestens 30 Japaner wurden getötet und viele weitere verletzt. Zudem wurden zwei mittlere und drei leichte Maschinengewehre sowie 20 Gewehre erbeutet.
Aufklärungsarbeit am nächsten Tag zeigte, dass der Rest des Dorfes von den Japanern in einer starken Stellung gehalten wurde. Am 7. Februar errichteten die 4./1. Gurkha Rifles der indischen 33. Brigade eine feste Basis für die 4./5. Royal Gurkha Rifles und am 8. Februar räumte ein Kommando eine andere japanische Stellung, wobei zwölf Japaner getötet und drei verwundet wurden.

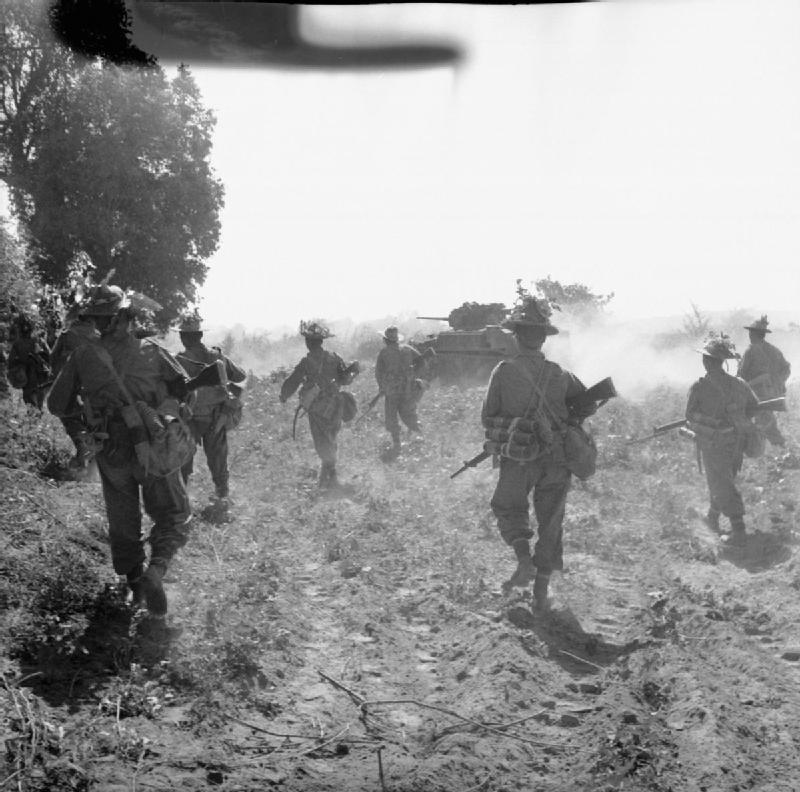
Soldaten der 6th Gurkha Rifles nahe Singu am Irrawaddy-Brückenkopf in Aktion, unterstützt von Sherman-Panzern, Februar 1945

Der Hauptangriff, der für die frühen Morgenstunden des 10. Februar um 6:45 Uhr geplant war, musste aufgrund des schlechten Wetters ohne Luftunterstützung durchgeführt werden. Eine Kompanie mit Panzerunterstützung durch die indische 255. Panzerbrigade der Gordon Highlanders rückte zunächst vor. Sie erreichten ihr Ziel am Nachmittag des Tages. Die 4./5. Royal Gurkha Rifles erlitten während der Schlacht einen erheblichen Verlust von fast der Hälfte der Kompanie und auch ihr kommandierender Offizier wurde von einem Scharfschützen getötet. Die japanische Stellung hatte erheblichen Widerstand geleistet. Es konnte nur ein Gefangener gemacht werden und 51 Leichen wurden gezählt.
In den folgenden Nächten bis zum 12. Februar starteten die Japaner sechs erfolglose Gegenangriffe. Sie versuchten dann in der Nacht zum 13. Februar in die Stellung der 4./5. Royal Gurkha Rifles einzudringen, waren dabei allerdings erfolglos. Kurz darauf bezogen Soldaten der 4./5. Royal Gurkha Rifles Stellungen im Dorf Sinlan näher an Pakokku. Anschließend besetzte das Bataillon den nördlichen Teil von Pakokku.
Mit dieser Operation, bei der fast ein ganzes japanisches Bataillon dezimiert wurde, konnte die erste Phase der Aufgabe der indischen 7. Division abgeschlossen und am Westufer des Irrawaddy Fuß gefasst werden. Dies bot einen guten Ausgangspunkt für weitere Operationen in der nächsten Phase der Offensive zur Vernichtung der japanischen Streitkräfte in Burma.

## Weitere Kämpfe am Irrawaddy
Nach der Einnahme von Pakokku überquerten die indische 20. Division unter Generalmajor Douglas Gracey und die britische 2. Division unter Generalmajor Cameron Nicholson des indischen XXXIII Korps unter Montagu Stopford nordöstlich bei Nyaung U erneut den Irrawaddy, nördlich der alten burmesischen Hauptstadt Pagan. Sowohl der Hauptangriff bei Nyaung U als auch ein zweiter Angriff bei Pagan verliefen zunächst katastrophal. Die indische 20. Division erlitt schwere Verluste, als ihre Angriffsboote unter dem Feuer der japanischen Maschinengewehre zerstört wurden. Erst die anrückenden Panzer der Gordon Highlanders, die über den Fluss schossen, und konzentriertes Artilleriefeuer der Verteidiger von Nyaung U zwangen die Japaner zur Kapitulation. Bei Pagan forderten die verteidigenden Truppen, das 9. Bataillon der indischen Nationalarmee, einen hohen Tribut vom 1./11. Sikh-Regiment, bevor sie sich zum Berg Popa zurückzogen.
Am 20. Februar überquerten alliierte Streitkräfte den Irrawaddy und eroberten Meiktila (→ Schlacht um Meiktila und Mandalay). 
Im März kam es etwa 18 Kilometer südöstlich von Pagan zu Kämpfen mit einer japanischen Stellung. Die Japaner hatten sich an den Ufern eines künstlich angelegten Stausees eingegraben. Am 16. März konnte ein Zug, unterstützt von Panzern, die Stellung ausheben und sich auf die Eroberung des Dorfes Myauke Ngaliang vorbereiten. Da die Japaner sich innerhalb der Häuser verschanzt hatten, wurde beschlossen, diese zu zerstören, um die Japaner zu vertreiben. Das Dorf konnte schnell gesichert werden, wobei sieben Japaner, darunter ein Offizier, getötet wurden.